# 구르기
구르기는 체조에서 가장 기초적이고 기본적인 기술이다. 이 기술에는 수많은 종류가 있다.

## 앞 구르기

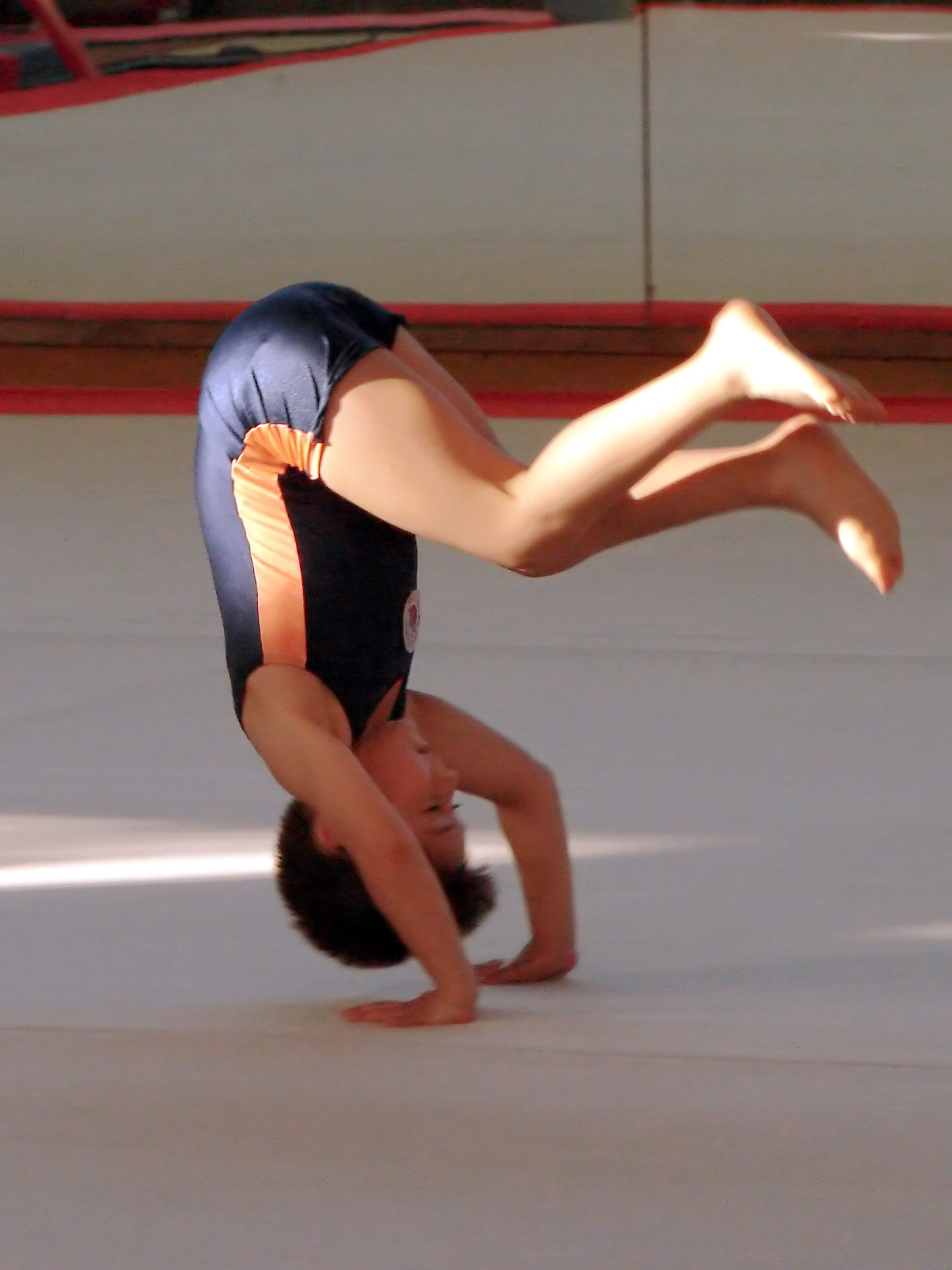
앞 구르기를 하는 아이의 모습.

앞 구르기는 체조의 가장 기초적인 요소들 가운데 하나로, 맨 처음 배우는 것들 가운데 하나이기도 하다.  앞 구르기는 서있는 자세에서 시작하며 그 뒤 체조 선수는 쭈그려서 손을 어깨 너비로 앞으로 향한다. 턱을 가슴으로 밀어넣고 머리 뒤쪽을 바닥에 위치시킨다. 그 뒤 다리로 바닥을 밀치고 머리를 등쪽을 향해 회전시킨다. 그 뒤 체조 선수는 발을 바닥에 밀착시켜 팔을 재빨리 앞으로 움직여 일어선다.

## 뒤 구르기
뒤 구르기는 앞 구르기와 비슷하지만 방향이 거꾸로이다?

## 옆 구르기
옆 구르기는 몸을 최대한 펴고 등을 바닥에 누인 채로 시작한다. 그 뒤 체조 선수는 옆으로 구르며 지면에 밀착시키며 몸 전체를 완전히 회전시킨다.

## 같이 보기
- 굴림 운동